# گور موکره
گور موکره (به لاتین: Góry Mokre) یک روستا در لهستان است که در گمینا پژدبوژ واقع شده‌است.